# Rock Climbers
Rock Climbers (ロッククライマーズ?) è un brano musicale del gruppo musicale giapponese Flow, pubblicato come loro ventitreesimo singolo il 22 febbraio 2012, ed incluso nell'album Black&White. Il singolo ha raggiunto la quarantatreesima posizione della classifica Oricon dei singoli più venduti in Giappone.

## Tracce
CD Singolo KSCL-1949
1. Rock Climbers
2. Chant
3. Natsueku ### 【Dream Express Renketsu NUTS BANG!!!】 ###
4. Rock Climbers -Instrumental-

## Classifiche
| Classifica (2012) | Posizione più alta |
| ----------------- | ------------------ |
| Giappone (Oricon) | 43                 |